# Benjamin Spock
Benjamin McLane Spock (ur. 2 maja 1903 w New Haven, zm. 15 marca 1998 w La Jolla) – amerykański pediatra, autor podręczników wychowania dzieci, mistrz olimpijski w wioślarstwie.
W młodości uprawiał wioślarstwo. Wystąpił na igrzyskach olimpijskich w Paryżu w 1924, gdzie reprezentanci Stanów Zjednoczonych w składzie: Leonard Carpenter, Howard Kingsbury, Alfred Lindley, John Miller, James Rockefeller, Frederick Sheffield, Benjamin Spock, Alfred Wilson i Laurence Stoddard (sternik) zdobyli złoty medal w ósemkach. W finale o ponad 15 sekund wyprzedzili drugich na mecie Kanadyjczyków. Był to jego jedyny start olimpijski.
Spock w 1962 r. poparł pomysł rozbrojenia atomowego, a w następnych latach był jednym z pierwszych krytyków zaangażowania amerykańskiej armii w wojnę wietnamską.
W 1972 wystartował w wyborach prezydenckich z ramienia Partii Ludowej. Otrzymał 78,759 głosów, około 0,1% wszystkich oddanych głosów.

## Publikacje
- The Common Sense Book of Baby and Child Care (1946) – wyd. pol. Dziecko, pielęgnacja i wychowanie • Poradnik dla nowoczesnych rodziców, Rebis 2006, ISBN 83-7301-746-1
- A Baby's First Year (1954)
- Feeding Your Baby and Child (1955)
- Dr. Spock Talks With Mothers (1961)
- Problems of Parents (1962)
- Caring for Your Disabled Child (1965)
- Dr. Spock on Vietnam (1968)
- Decent and Indecent (1970)
- A Teenager's Guide to Life and Love (1970)
- Raising Children in a Difficult Time (1974)
- Spock on Parenting (1988)
- Spock on Spock: A Memoir of Growing Up With the Century (1989)